# Włodzimierz Zieliński
Włodzimierz Zdzisław Zieliński, poljski rokometaš, * 29. marec 1955, Mława.
Leta 1976 je na poletnih olimpijskih igrah v Montrealu v sestavi poljske rokometne reprezentance osvojil bronasto olimpijsko medaljo.